# Christina Applegate

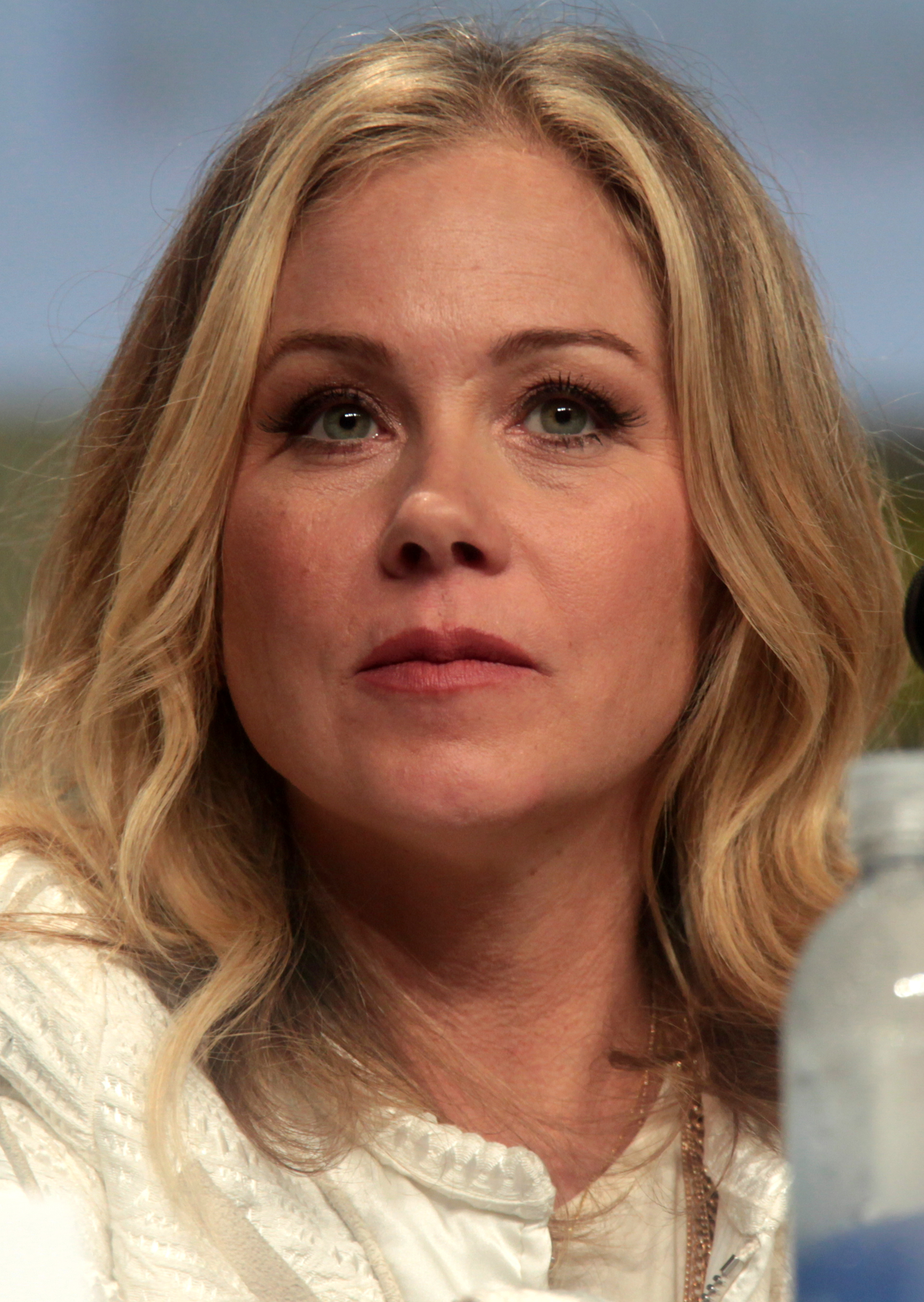
Christina Applegate (2014)

Christina Applegate (* 25. November 1971 in Los Angeles, Kalifornien) ist eine US-amerikanische Schauspielerin. Sie ist unter anderem Emmy-Preisträgerin und erlangte durch die Rolle der Kelly Bundy in der Fernsehserie Eine schrecklich nette Familie große Bekanntheit.

## Leben und Karriere
Christina Applegate ist die Tochter der Sängerin und Schauspielerin Nancy Priddy und des Plattenproduzenten und -managers Robert Applegate († 2025). Bereits im Alter von drei Monaten trat sie mit ihrer Mutter in einem Werbespot im US-Fernsehen auf. 1986 spielte sie ein Jahr lang in der Fernsehserie Detective Kennedy – Nachtschicht in L.A. mit. Bekannt wurde sie durch ihre Rolle der Kelly Bundy in der Fernsehserie Eine schrecklich nette Familie (1987–1997) und als Jesse Warner in der Fernsehserie Jesse (1998–2000).
1995 gründete sie zusammen mit Robin Antin das Tanz- und Musik-Ensemble Pussycat Dolls, war aber an dessen späteren Erfolgen nicht beteiligt. 2005 spielte sie in dem Broadway-Musical Sweet Charity die Hauptrolle, für die sie für einen Tony Award nominiert wurde. Von 2007 bis 2009 spielte sie die Hauptrolle in der Comedyserie Samantha Who? des US-Fernsehnetworks ABC. Der Part einer unter Gedächtnisverlust leidenden Immobilienunternehmerin brachte ihr jeweils zwei Emmy-, Golden-Globe- und Screen-Actors-Guild-Award-Nominierungen ein.
In den Jahren 2011 und 2012 gehörte Applegate zur Hauptbesetzung der Fernsehserie Up All Night, in der sie eine junge Mutter spielt, die versucht, Job und Familie unter einen Hut zu bekommen.
Von 2019 bis 2022 spielte sie in der Netflix-Serie Dead to Me die Hauptrolle Jen Harding.

## Synchronsprecherin
Applegates deutsche Stammsprecherin ist seit Eine schrecklich nette Familie Claudia Lössl, die Applegate bisher (2017) elfmal gesprochen hat. Ersatzweise wurde Applegate bisher sechsmal von Bianca Krahl gesprochen.

## Privatleben
Applegate ist Vegetarierin und engagiert sich bei der Tierrechtsorganisation PETA. 2008 wurde bei ihr Brustkrebs diagnostiziert, dieser befand sich noch in einem sehr frühen Stadium. Applegate entschied sich angesichts eines genetisch veranlagten erhöhten Brustkrebs-Risikos für eine beidseitige prophylaktische Mastektomie. Im August 2008 gab sie bekannt, dass sie vollständig vom Krebs geheilt sei. 2009 wurde sie vom People Magazine auf Platz 1 der Liste der 100 Schönsten (Most Beautiful People) gewählt.
Applegate war von Oktober 2001 bis August 2007 mit Johnathon Schaech verheiratet. Am 23. Februar 2013 heiratete sie in Los Angeles den Musiker Martyn LeNoble. Im Januar 2011 wurde ihre gemeinsame Tochter geboren.
Im August 2021 machte Christina Applegate, einige Monate nach der Diagnose, ihre Erkrankung an Multipler Sklerose (MS) öffentlich.

## Filmografie (Auswahl)
- 1981: King Kobra (Jaws of Satan)
- 1981: Beatlemania
- 1981: Vater Murphy (Father Murphy, Fernsehserie, Folge 1x04 A Horse from Heaven)
- 1983: The Grace Kelly Story (Grace Kelly, Fernsehfilm)
- 1984–1985: Charles in Charge (Fernsehserie, 2 Folgen)
- 1985: Washingtoon (Fernsehserie, 10 Folgen)
- 1986: Silver Spoons (Fernsehserie, Folge 4x22)
- 1986: All Is Forgiven (Fernsehserie Folge 1x05)
- 1986: Mein lieber Biber (Still the Beaver, Fernsehserie, 2 Folgen)
- 1986: Unglaubliche Geschichten (Amazing Stories, Fernsehserie, Folge 2x04)
- 1986: Detective Kennedy – Nachtschicht in L.A. (Heart of the City, Fernsehserie, 13 Folgen)
- 1987: Familienbande (Family Ties, Fernsehserie, Folge 5x21)
- 1987–1997: Eine schrecklich nette Familie (Married… with Children, Fernsehserie, 255 Folgen)
- 1988: 21 Jump Street – Tatort Klassenzimmer (Fernsehserie, Folge 2x15 I’m OK – You Need Work)
- 1988: Dance ’Til Dawn (Fernsehfilm)
- 1990: Straßen des Schreckens (Streets)
- 1991: Verducci und Sohn (Top of the Heap, Fernsehserie, 2 Folgen)
- 1991: Fast Food Family (Don’t Tell Mom the Babysitter’s Dead)
- 1993, 2012: Saturday Night Live (Fernsehserie, 2 Folgen)
- 1995: Dem Mond so nah (Across the Moon)
- 1995: Wild Bill
- 1996: Vibrations
- 1996: Mars Attacks!
- 1997: Pauly (Fernsehserie, Folge 1x05)
- 1997: Nowhere
- 1998: Claudine’s Return
- 1998: The Big Hit
- 1998: Mafia! – Eine Nudel macht noch keine Spaghetti! (Jane Austen’s Mafia!)
- 1998–2000: Jesse (Fernsehserie, 42 Folgen)
- 1999: Eine Nacht in L.A. (Out in Fifty)
- 2000: Emilys Vermächtnis (The Giving Tree)
- 2001: Just Visiting
- 2001: Ein Kuss mit Folgen (Prince Charming, Fernsehfilm)
- 2002: Super süß und super sexy (The Sweetest Thing)
- 2002: Heroes (Kurzfilm)
- 2002–2003: Friends (Fernsehserie, 2 Folgen)
- 2003: Flight Girls – Blondinen im Anflug (View from the Top)
- 2003: Wonderland
- 2003: Grand Theft Parsons
- 2004: King of the Hill (Fernsehserie, Folge 8x11, Stimme)
- 2004: Ein Löwe in Las Vegas (Father of the Pride, Fernsehserie, Folge 1x07, Stimme)
- 2004: You’re Fired! (Employee of the Month)
- 2004: Anchorman – Die Legende von Ron Burgundy (Anchorman: The Legend of Ron Burgundy)
- 2004: Wie überleben wir Weihnachten? (Surviving Christmas)
- 2004: Wake Up, Ron Burgundy: The Lost Movie
- 2005: Tagebuch für Nicholas (Suzanne’s Diary for Nicholas, Fernsehfilm)
- 2005: Tilt-A-Whirl (Kurzfilm)
- 2007–2009: Samantha Who? (Fernsehserie, 35 Folgen)
- 2008: Reno 911! (Fernsehserie, Folge 5x01)
- 2008: The Rocker – Voll der (S)Hit (The Rocker)
- 2009: Star-ving (Fernsehserie, Folge 1x04)
- 2009: Alvin und die Chipmunks 2 (Alvin and the Chipmunks: The Squeakquel, Stimme von Brittany)
- 2010: Verrückt nach dir (Going The Distance)
- 2011: Alles erlaubt – Eine Woche ohne Regeln (Hall Pass)
- 2011: Alvin und die Chipmunks 3: Chipbruch (Alvin and the Chipmunks: Chipwrecked, Stimme von Brittany)
- 2011–2012: Up All Night (Fernsehserie, 35 Folgen)
- 2013: Anchorman – Die Legende kehrt zurück (Anchorman 2: The Legend Continues)
- 2014: Manolo und das Buch des Lebens (The Book of Life, Stimme von Mary Beth)
- 2015: Web Therapy (Fernsehserie, 2 Folgen)
- 2015: Vacation – Wir sind die Griswolds (Vacation)
- 2015: Alvin und die Chipmunks: Road Chip (Alvin and the Chipmunks: The Road Chip, Stimme von Brittany)
- 2015: The Muppets (Fernsehserie, Folge 1x03)
- 2015: The Grinder – Immer im Recht (The Grinder, Fernsehserie, Folge 1x05)
- 2016: Youth in Oregon
- 2016: Bad Moms
- 2017: Crash Pad
- 2017: Bad Moms 2 (A Bad Moms Christmas)
- 2018: Ask the StoryBots (Fernsehserie, Folge 2x02, Stimme)
- 2019–2022: Dead to Me (Fernsehserie, 30 Folgen)

## Auszeichnungen
Golden Globe Award
- 1999: Nominierung als Beste Serien-Hauptdarstellerin – Komödie/Musical für Jesse
- 2008: Nominierung als Beste Serien-Hauptdarstellerin – Komödie/Musical für Samantha Who?
- 2009: Nominierung als Beste Serien-Hauptdarstellerin – Komödie/Musical für Samantha Who?
- 2020: Nominierung als Beste Serien-Hauptdarstellerin – Komödie/Musical für Dead to Me

Primetime Emmy
- 2003: Auszeichnung als Beste Gastdarstellerin in einer Comedyserie in Friends
- 2004: Nominierung als Beste Gastdarstellerin in einer Comedyserie für Friends
- 2008: Nominierung als Beste Hauptdarstellerin in einer Comedyserie für Samantha Who?
- 2009: Nominierung als Beste Hauptdarstellerin in einer Comedyserie für Samantha Who?
- 2019: Nominierung als Beste Hauptdarstellerin in einer Comedyserie für Dead to Me
- 2020: Nominierung als Beste Hauptdarstellerin in einer Comedyserie für Dead to Me
- 2020: Nominierung für die Beste Comedyserie (als Produzentin) für Dead to Me
- 2023: Nominierung als Beste Hauptdarstellerin in einer Comedyserie für Dead to Me

Screen Actors Guild Award
- 2008: Nominierung als Beste Darstellerin in einer Comedyserie für Samantha Who?
- 2009: Nominierung als Beste Darstellerin in einer Comedyserie für Samantha Who?
- 2010: Nominierung als Beste Darstellerin in einer Comedyserie für Samantha Who?
- 2020: Nominierung als Beste Darstellerin in einer Comedyserie für Dead to Me
- 2021: Nominierung als Beste Darstellerin in einer Comedyserie für Dead to Me
- 2021: Nominierung für das Beste Schauspielensemble in einer Comedyserie (gemeinsam mit dem Cast) für Dead to Me
- 2023: Nominierung als Beste Darstellerin in einer Comedyserie für Dead to Me

Satellite Award
- 2008: Nominierung als Beste Darstellerin in einer Serie (Komödie/Musical) für Samantha Who?
- 2012: Nominierung als Beste Darstellerin in einer Serie (Komödie/Musical) für Up All Night
- 2019: Nominierung als Beste Darstellerin in einer Serie (Komödie/Musical) für Dead to Me
- 2020: Nominierung als Beste Darstellerin in einer Serie (Komödie/Musical) für Dead to Me

Critics’ Choice Television Awards
- 2020: Nominierung als Beste Hauptdarstellerin in einer Comedyserie für Dead to Me
- 2021: Nominierung als Beste Hauptdarstellerin in einer Comedyserie für Dead to Me
- 2023: Nominierung als Beste Hauptdarstellerin in einer Comedyserie für Dead to Me

People’s Choice Awards
- 1999: Auszeichnung als Beste Hauptdarstellerin in einer neuen TV-Serie für Jesse
- 2009: Auszeichnung als Beste Hauptdarstellerin in einer Comedyserie für Samantha Who?

Sonstige Preise
- 1987: Young Artist Award
- 1989: Young Artist Award
- 1999: People’s Choice Award
- Nummer 1 der Liste der Most Beautiful People des People Magazine, 2009